# Прјо (Тренто)
Прјо је насеље у Италији у округу Тренто, региону Трентино-Јужни Тирол.
Према процени из 2011. у насељу је живело 272 становника. Насеље се налази на надморској висини од 663 м.